# Адруг Анатолій Кіндратович
Анато́лій Кіндра́тович Адруг (30 грудня 1947 року, Чернігів, Українська РСР, СРСР) — український мистецтвознавець, кандидат мистецтвознавства (1992), доцент кафедри етнології та краєзнавчо-туристичної роботи, член Національної Спілки художників України.

## Біографія
1966 р. — закінчив середню школу № 9 ім. М. Коцюбинського.
Працював слюсарем на військовому заводі. Згодом робітник-будівельник на Чернігівській міжобласній виробничій науково-реставраційній майстерні № 3. Брав участь у відновленні Спаського собору, Колегіуму, будівель Єлецького і Троїцького монастирів.
1968—1973 рр. — навчався на стаціонарному відділенні факультету теорії та історії образотворчого мистецтва Київського державного художнього інституту (нині — Національна академія образотворчого мистецтва та архітектури).
Захистив на «відмінно» дипломну роботу на тему «Архітектурно-меморіальний комплекс „Болдині гори в Чернігові“. Дослідження і реставрація ансамблю».
1973 р. — працював у Чернігівському державному архітектурно-історичному заповіднику, філії Державного архітектурно-історичного заповідника «Софійський музей» у Києві (нині — Національний архітектурно-історичний заповідник «Чернігів стародавній»). Обіймав посаду наукового співробітника, а згодом — старшого наукового співробітника. Вивчав мистецтво та архітектуру стародавнього Чернігова. Працював у відділі фондової роботи і формування експозицій.
1973 р. — перша публікація в газеті  «Деснянська правда»  про виставку творів чернігівського художника Л. Б. Могучова.
1978—1982 рр. — вступив до аспірантури відділу образотворчого мистецтва Інституту мистецтвознавства, фольклору та етнографії Академії наук УРСР (нині — Інститут мистецтвознавства, фольклористики та етнології ім. М. Т. Рильського НАН України).
1982 — працював науковим, старшим науковим співробітником Чернігівського музею народного декоративного мистецтва Чернігівщини — відділу Чернігівського історичного музею ім. В. В. Тарновського.
Вивчав історію писанкарства на Чернігівщині. Публікував наукові статті про чернігівські писанки в журналі «Народна творчість та етнографія».
Дослідник українського живопису. Його мистецтвознавчі статті, присвячені творчості художників, публікувалися на сторінках журналу «Образотворче мистецтво» та інших періодичних видань.
1989 р. — було обрано до Національної Спілки художників України.
1990 р. — розпочав викладацьку діяльність у Чернігівському державному педінституті ім. Т. Г. Шевченка на посаді старшого викладача.
Видав навчальний посібник  «Художнє різьблення на дереві».
1992 р — захистив дисертацію «Монументальне мистецтво Чернігова другої половини XVII — початку XVIII століть». 
1992 р. — кандидат мистецтвознавства.
1995 р. — став доцентом.
Викладає у Навчально-науковому інституті історії, етнології та правознавства імені О.М. Лазаревського Національного університету «Чернігівський колегіум» імені Т. Г. Шевченка.
Брав участь у підготовчій роботі до видання Чернігівського тому «Зводу пам'яток історії та культури України».
У 2023-му році книга Анатолія Адруга «Декоративне мистецтво Чернігова другої половини XVII – початку XVIII ст.» посіла І місце у номінації «Публіцистика та науково-популярні (краєзнавчі) видання» в Чернігівському літературному конкурсі «Книга року – 2022».
Анатолій Адруг — автор понад 200 публікацій в українських та зарубіжних виданнях, а також буклетів, каталогів художніх виставок, методичних рекомендацій,  біографічного довідника Чернігівської обласної організації Національної Спілки художників України, студій, розвідок та книг, зокрема, про чудотворну ікону Чернігівської Єлецької Богоматері, портрет чернігівського полковника Василя Дуніна-Борковського, дослідження про писанки та графіку Чернігівщини, тощо.

## Праці А. Адруга
2001
- Адруг А. К. Визначна пам'ятка давнього українського малярства. — Чернігів, 2001. — 28 с.,іл. [Архівовано 2 серпня 2018 у Wayback Machine.]
- Адруг А. К. Иоанн Максимович //История и культура евреев Левобережной Украины и Литвы: Материалы семинара (8 дек. 2001 г.) — Чернигов, 2001. — С. 17—18.(рос.)
- Адруг А. К. Первісні розписи Троїцького собору в Чернігові: Нові атрибуції //Київ. старовина. — 2001. — № 2. — С. 151—156.
- Адруг А. К. Перунів гай в Чернігові //Духовні святині Чернігівщини: Календар Черніг. земляцтва — 2002 р. — К.,2001. — С. 50.
- Адруг А. К. Художня культура Чернігова другої половини XVII — початку XVIII століть //Літ. Чернігів. — 2001. — № 17. — С. 94-99.

2002
- Адруг А. К. Іконостас XVII ст. Успенського собору Єлецького монастиря в Чернігові //Пам'ятки християнської культури Чернігівщини: Матеріали наук. конф. /Нац. архіт. — істор. заповідник «Чернігів стародавній». — Чернігів, 2002. — С. 16—20.
- Адруг А. К. Портрет В. А. Дуніна-Борковського — видатна пам'ятка українського портретного малярства //Скарбниця української культури: Зб. наук. праць. — Чернігів, 2002. — Вип.3. — С. 86—89.

2003
- Адруг А. К. Видатна пам'ятка золотарства //Літ. Чернігів. — 2003. — № 1. — С. 111—115.
- Адруг А. К. Про авторство Катерининської церкви в Чернігові та пам'яток її кола //Сіверян. літопис. — 2003. — № 4. — С. 32—35.

2004
- Адруг А. К. Духовні святині Чернігова //Чернігівщина Incognita. — Чернігів, 2004. — С. 160—166.
- Адруг А. К. Осінній вернісаж 2004: Виставка творів черніг. художників, присвяч. Дню художника: Каталог /Автор вступ. ст. А. Адруг. — Київ; Чернігів: Софія, 2004. — 27 с.: іл.
- Адруг А. К. Перша друкована книга в Чернігові //Невичерпне джерело знань: Матеріали наук. — практ. конф., присвяч. 125-річчю з часу заснування Черніг. ОУНБ ім. В. Г. Короленка.- Чернігів, 2004. — С. 20—23.
- Адруг А. К. Фреска «Свята Текля» ХІ ст. із Спаського собору в Чернігові //Матеріали наукових конференцій. «Зодчество Чернігова ХІ-ХІІІ століть та його місце в архітектурній спадщині країн Центральної та Південно-Східної Європи» 2002; «Антоній Печерський, його доба та спадщина» 2003 /Нац. архіт. — істор. заповідник «Чернігів стародавній». — Чернігів, 2004. — С. 34—36.
- Адруг А. К. Художники Чернігівщини //Літ. Чернігів. — 2004. — № 1. — С. 87—89.
- Адруг А. К. Чернігів бароковий //Чернігівщина Incognita, — Чернігів, 2004. — С. 142—148.

2005
- Адруг А. К. Перші двадцять років //20 років Чернігівській обласній організації Національної спілки художників України: Каталог. — Чернігів, 2005. — 2 с. обкл.
- Адруг А. К. Невичерпне джерело традицій //20 років Чернігівській обласній організації Національної спілки художників України: Каталог. — Чернігів, 2005. — С. 2.
- [Архівовано 21 лютого 2019 у Wayback Machine.] Адруг А. К. Писанки Чернігівщини: історія і сучасність. / Відп.ред. О. Б. Коваленко. — Чернігів: КП "Видавництво «Чернігівські обереги», 2005. — 60 с.
- Адруг А. К. Портрет Василя Дуніна- Борковського. — Чернігів: ЦНТЕІ, 2005. — 32 с. [Архівовано 2 липня 2018 у Wayback Machine.]

2006
- Адруг А. К. Чудотворна ікона «Іллінської Богоматері». — Чернігів: ЦНТЕІ, 2006. — 28 с. [Архівовано 2 серпня 2018 у Wayback Machine.]
- Адруг А. К. Від давнини до сьогодення/ Анатолій Адруг // Літературний Чернігів. — 2006. — № 3(35). — С.161 — 163
- Адруг А. Спадщина // «Літературний Чернігів.» — 2006. — № 3(35). — 195—196 c.
- Адруг. А. Творчість архітектора Йоганна-Баптиста Зауера./ Анатолій Адруг //Сіверянський літопис. — 2006. — № 5. — С. 19—25
- [Архівовано 15 серпня 2020 у Wayback Machine.] Адруг А. К. Будинок полкової канцелярії в Чернігові. — Чернігів: ЦНТЕІ, 2007. — 32 с.
- Адруг А. Катерининська церква в Чернігові // Чернігів у середньовічній та ранньомодерній історії Центрально-Східної Європи: Збірник наукових праць, присвячений 1100-літтю першої літописної згадки про Чернігів. — Чернігів: Деснянська правда, 2007 . — 672 с. — Гл. — С.

2008
- Адруг А. Цивільна архітектура Чернігова другої половини XVII — XVIII ст. // Сіверянський літопис. — 2008. — № 2. — С. 22—26
- Адруг А. К. Архітектура Чернігова другої половини XVII — початку XVIII ст. — Чернігів: ЦНТЕІ, 2008. — 224 с. [Архівовано 15 серпня 2020 у Wayback Machine.]

2009
- Адруг А. Чернігівський Троїцький собор у творах мистецтва XVII — XVIII століть / А. Адруг // Чернігівські старожитності. Науковий збірник. Вип. ІІ — Чернігів: КП «Вид-во „Чернігівські обереги“», 2009 . — Гл. — С. 6—12
- Адруг А. Відбудова пам'яток архітектури доби Київської Русі на території чернігівського дитинця / А. Адруг // Сіверянський літопис. — 2009 . — № 1 . — С. 20—25
- Адруг А. Зображення у творах мистецтва Троїцького собору в Чернігові, зведеного за сприяння І.Мазепи / А. Адруг // Сіверянський літопис . — 2009 . — № 6 . — С. 66—74

2010
- Адруг А. К. Живопис Чернігова другої половини XVII — початку XVIII століть. — Чернігів: ЦНТЕІ, 2010. — 183 с.,іл.

2013
- Адруг А. К. Живопис Чернігова другої половини XVII — початку XVIII століть / Анатолій Адруг ; Чернігів. нац. пед. ун-т ім. Т. Г. Шевченка, Ін-т мистецтвознавства, фольклористики та етнології ім. М. Т. Рильського НАН України. — 2-ге вид., переробл. і доповн. — Чернігів: Чернігів. ЦНІІ, 2013. — 181 с. : іл. [Архівовано 2 серпня 2018 у Wayback Machine.]

2017
- Адруг А. Графіка Чернігова другої половини XVII — початку XVIII століть / Анатолій Адруг ; Чернігів. нац. пед. ун-т ім. Т. Г. Шевченка, Ін-т мистецтвознавства, фольклористики та етнології ім. М. Т. Рильського Нац. акад. наук України, Чернігів. обл. орг. Нац. спілки краєзнавців України. — Чернігів: Вид-во Чернігів. ЦНІІ, 2017. — 198 с. [Архівовано 26 лютого 2019 у Wayback Machine.]

2018
- Адруг А. К. Художнє різьблення на дереві Чернігова ІІ пол. XVII - поч. XVIIІ ст. // Днепровский паром: природное единство и историко-культурное взаимодействие белорусско-украинского пограничья: Матеріали міжнар. конф. (26-27.04.2018) / "Белорусский зеленый крест" ; НУЧК ім. Т. Г. Шевченка. — Гомель : Четьре четверти, 2018. — С. 117-123.
- Адруг А. Простір настрою [про виставку картин Тетяни Федоритенко в ЧОУНБ ім. С. та О. Русових] / Анатолій Адруг // Деснянка : Чернігівська обласна газета. — 2018. — 5 лип. (№ 27). —  С. 8.
- Адруг А. Рецензія на книгу Павленка С. Іван Мазепа: прижиттєві зображення гетьмана та його наближених. — Київ : Мистецтво, 2018. — 208 с.
- Адруг А. Рецензія на методичні рекомендації для вчителів загальноосвітніх і позашкільних закладів "Вивчення національних традицій писанкарства на уроках образотворчого мистецтва в школі" / уклад. О. С. Барбаш, методист ЧОІППО ім. К. Д. Ушинського; Н. В. Пильцова, вчитель образотворчого мистецтва ЗОШ № 19. — Чернігів, 2018.
- Адруг А. Мистецтво Чернігова ІІ пол. XVII - поч. XVIII ст. / Анатолій Адруг // Чернігівські старожитності: зб. наук. праць. — Чернігів, 2018. —  С. 83-90.
- Адруг А. Килими Чернігова ІІ пол. XVII - поч. XVIII ст. / Анатолій Адруг // Сіверянський літопис. — 2018. — № 5. —  С. 41-47.

2019
- Адруг А. Про атрибуцію церкви Всіх Святих КПЛ / Анатолій Адруг // Церква — Наука — Суспільство: питання взаємодії : матеріали Сімнадцятої Міжнар. наук. конф. (28 травня - 1 червня 2019). — Київ, 2019. — С. 188-190.
- Адруг А. Дукачі у зібранні ЧОІМ ім. В. В. Тарновського : каталог / Анатолій Адруг; співавт. : А. П. Арендар, В. С. Гончаренко // Скарбниця української культури : зб. наук. праць. — Чернігів, 2019. — Вип. 20. — С. 73-84.

2020
- Адруг А. Вишивка та гаптування Чернігова ІІ пол. XVII - поч. XVIII ст. / Анатолій Адруг // Сіверянський літопис. — 2020. — № 1. —  С. 36-51.
- Адруг А. Дереворізьблення та іконостаси Чернігова ІІ пол. XVII - поч. XVIII ст. / Анатолій Адруг // Сіверянський літопис. — 2020. — № 2. —  С. 42-59.

2021
- Адруг А. Металопластика Чернігова ІІ пол. XVII - поч. XVIII ст. / Анатолій Адруг // Сіверянський літопис. — 2021. — № 5. —  С. 11-25.

2022
- Адруг, А.	Декоративне мистецтво Чернігова другої половини XVІІ - початку XVІІІ століть : монографія / Анатолій Адруг ; Нац. ун-т "Черніг. Колегіум" ім. Т. Г. Шевченка, Черніг. обл. орг. Нац. спілки краєзнавців України, Черніг. обл. орг. Нац. спілки худож. України. — Чернігів : Scriptorium, 2022. — 151 с. : іл. — Бібліогр.: с. 115-130.
- Адруг А. Художня кераміка та гутне скло Чернігова ІІ пол. XVII - поч. XVIII ст. / Анатолій Адруг // Сіверянський літопис. — 2022. — № 5-6. —  С. 30-44.

## Відгуки на праці А. Адруга
1. Петренко В. Книжка про недостатньо вивчені сторінки мистецтва Чернігова : (про книгу А. Адруга "Живопис Чернігова", 2010 р.) / Володимир Петренко // Деснянка вільна. — 2011. — 6 січня. — С. 16.
2. Петренко В. Портрет Дуніна-Борковського у поєднанні з епітафією як особливість естетичного мислення людей XVII століття : (про друге видання книги А. Адруга "Живопис Чернігова", 2013 р.) / Володимир Петренко // Деснянка вільна. — 2013. — 313 січня. — С. 11.
3. Петренко В. Графіка Чернігова ІІ пол. XVII - поч. XVIII ст. : (про книгу А. Адруга "Графіка Чернігова", 2017 р.) / Володимир Петренко // Деснянка вільна. — 2017. — 27 квітня. — С. 14.
4. Рижова О. Адруг А. К. Декоративне мистецтво Чернігова другої половини XVІІ - початку XVІІІ ст. Чернігів : Scriptorium, 2022. 152 с. : іл. / Олександра Рижова // Сіверянський літопис. — 2022. — № 3. — С. 145-146.
5. Шуміло В. Цікава книга / Віталій Шуміло // Світ-інфо. — 2023. — 5 січня (№ 234). — С. 12.